# John Lachs
John Lachs (Budapeste, 17 de julho de 1934 – Nashville, 14 de novembro de 2023) foi um filósofo húngaro, seu interesse de pesquisa esta centrado na natureza humana, o que o levou a concentrar seus estudos em áreas como metafísica, filosofia da mente, filosofia política e ética. Lachs foi professor de filosofia na Universidade Vanderbilt e possuía doutorado em filosofia pela Universidade de Yale.

## Área de pesquisa
Seus interesses filosóficos centravam-se na natureza humana. Isso o levou à metafísica, filosofia da mente, filosofia política e ética. Ele tinha interesses contínuos de pesquisa em filosofia americana e idealismo alemão, juntamente com interesses de pesquisa e ensino em ética médica e empresarial.
Lachs foi o editor geral da Enciclopédia de Filosofia Americana. Uma edição do The Journal of Speculative Philosophy foi dedicada ao seu ensaio "Both Better Off and Better: Moral Progress Amid Continuing Carnage", com respostas de meia dúzia de filósofos.
Lachs também foi presidente do Comitê do Centenário da Associação Filosófica Americana, encarregado de celebrar o valor privado e a utilidade social da filosofia. Planejavam-se atividades em todo o país, que iam de programas de rádio a sessões de autógrafos e conversas em cafés, pensadas para mostrar a relevância da filosofia para a vida.

## Trabalhos publicados
- Intermediate Man. Hackett Publishers, Indianapolis, 1981.
- Mind and Philosophers. Vanderbilt University Press, 1987.
- The Relevance of Philosophy to Life, Vanderbilt University Press, 1995.
- In Love with Life, Vanderbilt University Press, 1998.
- Thinking in the Ruins: Wittgenstein and Santayana. Vanderbilt University Press, 2000.
- A Community of Individuals. Routledge, 2003.
- The Philosophy of William Ernest Hocking (ed. com Micah Hester), Vanderbilt University Press 2001.
- "Human Natures," Proceedings of the American Philosophical Association, 1990.
- "Stoic Pragmatism", Indiana University Press, 2012.
- Meddling: On the Virtue of Leaving Others Alone, Indiana University Press, 2014.

## Morte
Lachs morreu no dia 14 de novembro de 2023, aos 89 anos em Nashville, Estados Unidos.